# Dompierre-sur-Yon
 Dompierre-sur-Yon  es una población y comuna francesa, en la región de Países del Loira, departamento de Vendée, en el distrito de La Roche-sur-Yon y cantón de Les Essarts.

## Demografía
| 1354 | 1339 | 1547 | 2358 | 2975 | 3191 |
| Para los censos de 1962 a 1999 la población legal corresponde a la población sin duplicidades (Fuente: INSEE [Consultar]) |      |      |      |      |      |